# Rīgas Volejbola skola
Rigas Volejbola skola är en skola för volleyboll i Riga, Lettland. Skolan grundades 1971 efter beslut av Lettiska SSR:s utbildningsministerium. Klubben har blivit lettiska mästare tre gånger (2019, 2022 och 2023)